# Cuzco
Cuzco (tiếng Tây Ban Nha: Cuzco, IPA: [ˈkuθko]; tiếng Quechua: Qusqu hay Qosqo, IPA: [ˈqɔsqɔ]}} hoặc Cusco ([ˈkusko]) là một thành phố ở đông nam Peru, gần thung lũng Urubamba của dãy núi Andes. Thành phố là thủ phủ của vùng Cuzco và tỉnh Cuzco. Năm 2007, thành phố có dân số 358.935 người. Nằm ở cuối phía đông Nút Cuzco, thành phố này nằm ở độ cao 3.400 m (11.200 ft).

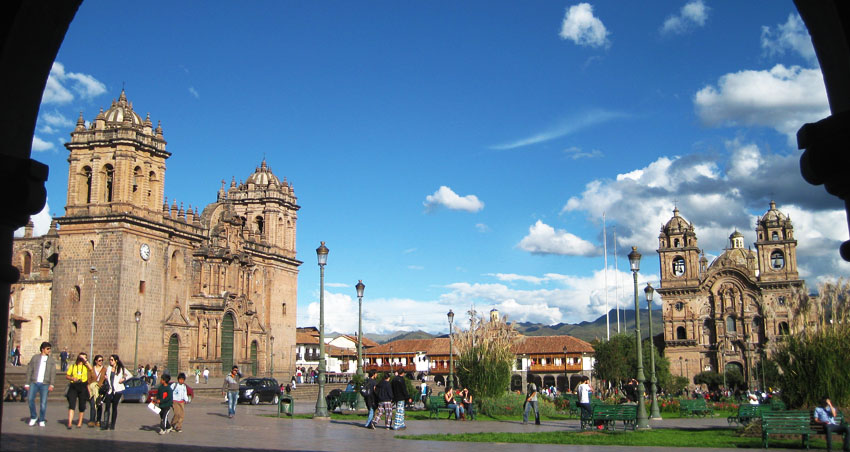
Nhà thờ Dòng Chúa Giêsu ở quảng trường Armas, Cuzco

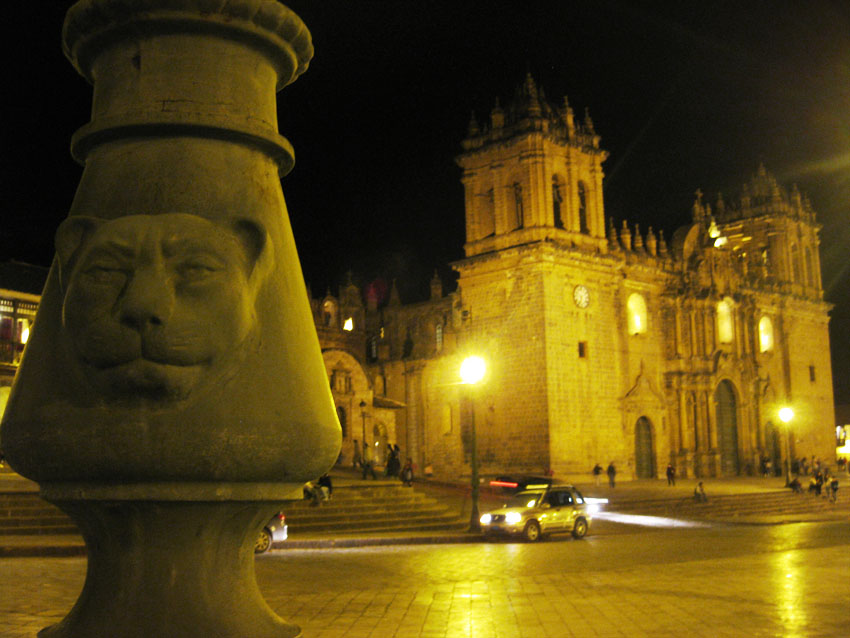
Cảnh nhà thờ về đêm

Cuzco từng là kinh đô lịch sử của Đế chế Inca và được công nhận là di sản thế giới UNESCO từ năm 1983. Thành phố là điểm du lịch lớn và đón gần 2 triệu lượt khách mỗi năm. Theo Hiến pháp Peru, thành phố này là thủ đô lịch sử của nước này.